# Triodopsis picea
Triodopsis picea är en snäckart som beskrevs av Leslie Raymond Hubricht 1958. Triodopsis picea ingår i släktet Triodopsis och familjen Polygyridae. Inga underarter finns listade i Catalogue of Life.